# Grézet-Cavagnan
Grézet-Cavagnan település Franciaországban, Lot-et-Garonne megyében. Lakosainak száma 403 fő (2022. január 1.). Grézet-Cavagnan Sainte-Marthe, Argenton, Bouglon, Labastide-Castel-Amouroux, Poussignac és Sainte-Gemme-Martaillac községekkel határos.

## Népesség
A település népességének változása:
| Lakosok száma | 344  | 294  | 296  | 329  | 363  | 374  | 385  | 396  | 398  | 403  |
|               | 1968 | 1982 | 1990 | 2006 | 2013 | 2015 | 2017 | 2019 | 2020 | 2022 |